# میگوئل لوریرو
میگوئل لوریرو (انگلیسی: Miguel Loureiro؛ زادهٔ ۲۱ نوامبر ۱۹۹۶) بازیکن فوتبال اهل اسپانیا است.